# Neues Postamt Naumburg

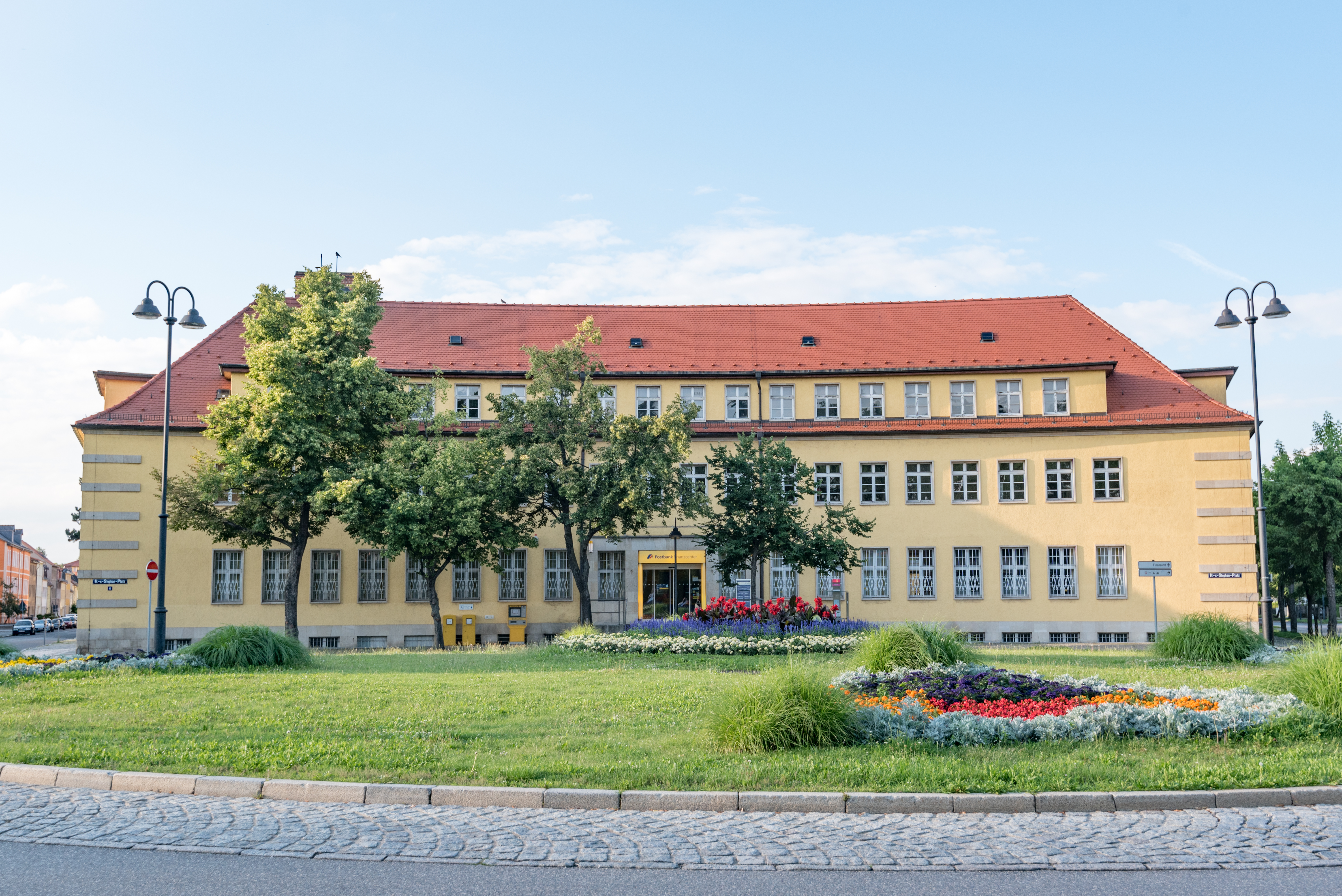
Neues Postamt Naumburg (2017)

Das Neue Postamt in Naumburg ist eine ehemalige örtliche Dienststelle der Deutschen Post in der Stadt Naumburg (Saale) im Burgenlandkreis in Sachsen-Anhalt.

## Geschichte
Nach dem Übergang Naumburgs vom Königreich Sachsen an das Königreich Preußen in der Folge des Wiener Kongresses kam es zur Konzentration der bis dahin über die Stadt verstreuten Poststellen und deren Einrichtungen zu einem Postamt I. Klasse in der Jakobstraße 26 im Jahr 1823. Dort blieb es bis zum Jahr 1889, in welchem ein neues Postamt am Lindenring fertiggestellt wurde. Einige Jahrzehnte später war auch dieser Bau zu klein geworden und daher wurde im Jahr 1931 ein weiterer Neubau vor dem Marientor begonnen.
Am damaligen Kaiser-Friedrich-Platz entstand in nur 14 Monaten ein umfangreicher Neubau, der offiziell als Postamt I bezeichnet wurde. Dieses – auch Neue Post beziehungsweise Neues Postamt genannte – Gebäude wurde vom 1. Februar 1931 bis zum 17. April 1932 erbaut. Die Bauleitung übernahmen der Ministerialdirektor Röding und der Oberpostbaurat Ralsburg. Notwendig wurde er, weil die Versorgung in den Bereichen Telefon und Auslieferung nicht mehr sichergestellt werden konnte.
In der DDR wurde das System der Oberpostdirektionen, die von 1934 bis 1945 Reichspostdirektionen hießen, in ein neues System mit Bezirkspostdirektionen der Deutschen Post umgewandelt. Naumburg, das zunächst zur Oberpostdirektion Halle gehört hatte und bei deren Auflösung 1934 zur Reichspostdirektion Leipzig kam, kehrte bereits zuvor zu Halle zurück. Die Postämter der Kreisstädte, darunter auch das von Naumburg, gehörten seit dem Jahr 1953 als Hauptpostämter zur Bezirkspostdirektion Halle. Unterstellt waren ihm das Postamt Nebra, das Postamt Freyburg (Unstrut) und das Postamt Bad Kösen. Zudem gab es Zweigpostämter in Bad Bibra, Eckartsberga, Laucha an der Unstrut und Naumburg selbst. Infolge der Privatisierung der Deutschen Bundespost, zu der das Hauptpostamt durch die Deutsche Wiedervereinigung kam, gab die aus ihr hervorgegangene Deutsche Post AG den Betrieb von Postämtern auf und ersetzte sie durch Nachfolgemodelle. In das Hauptpostamt von Naumburg kam somit unter anderem eine Postbankfiliale und eine DHL-Packstation.
Die Straßennamen im Umfeld beziehen sich zum Teil auf das Gebäude und seine Geschichte. So wurde der Platz, der zeitweise auch nach Wilhelm Pieck benannt war, mittlerweile nach dem Generalpostdirektor Heinrich von Stephan benannt, die Straße, die nach Osten abgeht, ist der Postring, die nach Nordosten die Poststraße und die Straße nördlich des Areals heißt Hinter der Post.

## Baubeschreibung
An der Nordseite des Platzes wurde das Postamt mit zum Platz hin leicht konkav geschwungener Fassade erbaut. Von dieser aus führt zudem ein Nordostflügel in die Hallesche Straße. Eine schlichte Freitreppe führt in das Gebäude. Das Gebäude weist an der Platzseite jeweils acht Fensterachsen links und rechts des zentralen Eingangs auf, über dem vier weitere Fensterachsen angeordnet sind. Das Dachgeschoss besitzt hingegen nur 18 Fensterachsen. Es wurde wie eine überbreite Schleppgaube gestaltet. Während die Westseite fünf Fensterachsen sowie ein Zwerchhaus besitzt, sind es an der Ostseite fünf am Hauptgebäude und weitere zwölf am anschließenden Gebäudetrakt. Die Hofseite weist eine ähnliche Unterteilung mit Fensterreihen im Erd-, Ober- und Dachgeschoss auf. Die Fassade wurde durchgehend schlicht gehalten und lediglich die Ecken erhielten eine leichte Hervorhebung, indem dort Streifenrustika Verwendung fanden. Früher stand über dem Haupteingang die Inschrift POSTAMT. Zudem befanden sich auf dem Dach zwei Schornsteine. Der Hof ist an der Nordwest-, Nord- und Nordostseite mit langgezogenen Flachbauten und Mauern umstellt. Das Gebäude am Heinrich-von-Stephan-Platz 6 steht als Baudenkmal unter Denkmalschutz und ist im Denkmalverzeichnis mit der Nummer 094 83172 erfasst.